# قائمة آثار محافظة قلقيلية
تضم قائمة آثار محافظة قلقيلية المواقع والمعالم الأثرية الموجودة في محافظة قلقيلية في فلسطين:
| الرقم | الاسم              | الوصف                                                                                   | الموقع                                  | الاحداثيات | الصورة |
| ----- | ------------------ | --------------------------------------------------------------------------------------- | --------------------------------------- | ---------- | ------ |
| 1     | المسجد القديم      |                                                                                         | وسط مدينة قلقيلية                       |            |        |
| 2     | مقام النبي إلياس   | مسجد أثري يعود تاريخه إلى عصر للدولة المملوكية بناه السلطان الظاهر جقمق في عام 890ه     | وسط قرية النبي الياس شرقي مدينة قلقيلية |            |        |
| 3     | خربة حانوتا        | موقع أثري يحتوي على صهاريج منحوتة في الصخر، وشقف فخارية، ومدافن محفورة ومنحوتة في الصخر | شمال مدينة قلقيلية                      |            |        |
| 4     | النبي شمعون        | موقع تراثي يحتوي على تلال أثرية وبقايا أبنية وبئر ماء                                   | شمالي غرب مدينة قلقيلية                 |            |        |
| 5     | صوفين              | منطقة تضم بقايا أثرية تعود إلى العصر الروماني                                           | شرق مدينة قلقيلية                       |            |        |
| 6     | خربة النبي يامين   | إنشئت مبانيها على يد أحد أسباط بني إسرائيل                                              | جنوب غرب مدينة قلقيلية                  |            |        |
| 7     | مسجد سنيريا القديم | مسجد أثري يعود تاريخه إلى عصر للدولة المملوكية في عام 777هـ                             | وسط قرية سنيريا في مدينة قلقيلية        |            |        |
| 9     | مسجد حجه           | مسجد أثري يعود تاريخه إلى عصر للدولة المملوكية                                          | وسط قرية حجة في مدينة قلقيلية           |            |        |
| 10    | كهف أم البلابل     | كهف أثري قديم                                                                           | شمال قرية كفر لاقف                      |            |        |
| 11    | البرك الرومانية    | برك رومانية أثرية يعود تاريخها إلى الحقبة الرومانية                                     | وسط قرية سنيريا في مدينة قلقيلية        |            |        |